# Щёлковское шоссе
Щёлковское шоссе́ — улица Москвы в районах Измайлово, Северное Измайлово, Гольяново и Восточный Восточного административного округа. Проходит от Малого кольца Московской железной дороги до границы города.

## Название
Стромынская дорога по названию села Стромынь возникла в XIV веке и выходила к городам Киржачу и Юрьеву-Польскому, затем в Суздаль. Первоначально оно носило название Стромынское шоссе. 1 марта 1960 года переименовано в Щёлковское шоссе в связи с расположением в северо-восточном направлении города Щёлково, который в прошлом являлся одним из центров ткачества, а с XIX века стал крупным центром текстильной промышленности и получил статус города в 1925 году. Несмотря на своё название, в Московской области дорога, продолжающая московскую улицу, непосредственно не проходит через Щёлково, которое находится в нескольких километрах к северу от шоссе (в районе 29 — 31 километра, что соответствует 13 — 15 км от МКАД). Это объясняется тем, что эта дорога сравнительно новая и проходит через городской округ Щёлково взамен Стромынского, старого Хомутовского и Мало-Черноголовского трактов, пересечением дорог которых была деревня Медвежьи Озёра.

## Описание
Шоссе начинается от Щёлковского путепровода над железнодорожной станцией Черкизово Малого кольца Московской железной дороги как продолжение Большой Черкизовской улицы и проходит на северо-восток. Сразу за путепроводом находится развязка Северо-Восточной хорды (Московского скоростного диаметра), проходящей в тоннеле и примыкающих справа Сиреневого бульвара и Вернисажной улицы. Затем справа примыкает Никитинская улица, слева — Амурский переулок, после чего шоссе идёт на восток. Здесь «гольяновские» улицы слева продолжают «измайловские» Парковые улицы справа: так Монтажная улица продолжает Щёлковский проезд, улица Бирюсинка — 3-ю, Уральская — 9-ю (под эстакадой), Чусовская — 13-ю, Хабаровская — 16-ю. 5-я, 11-я и 15-я Парковые улицы примыкают к шоссе, но не имеют продолжения за ним, а Новосибирская улица аналогично не имеет участков перед ним. Справа к съезду с магистрали на внешнюю сторону МКАД примыкает проектируемый проезд № 5074. За развязкой на 105-м километром МКАД шоссе заканчивается, переходя в трассу А103, проходя по территории Московской области, но рядом с ней расположена территория района Восточный.

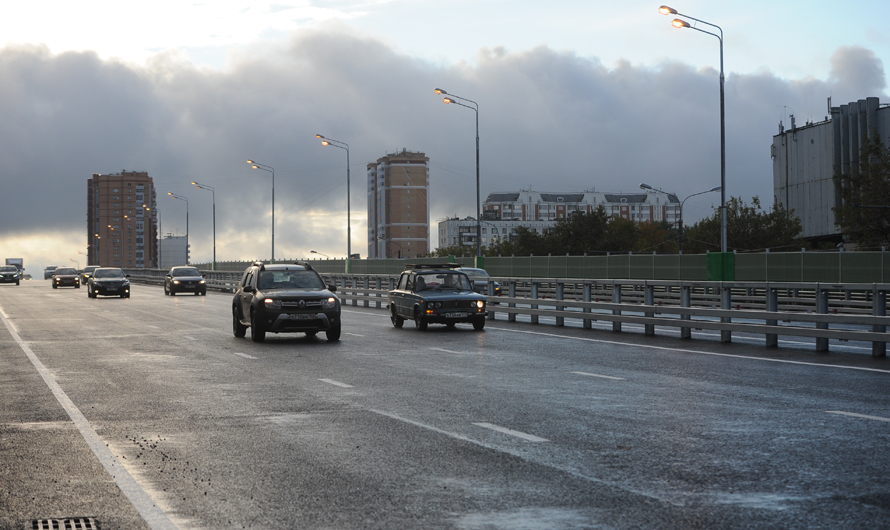
Эстакада на пересечении с 9-й Парковой и Уральской улицами
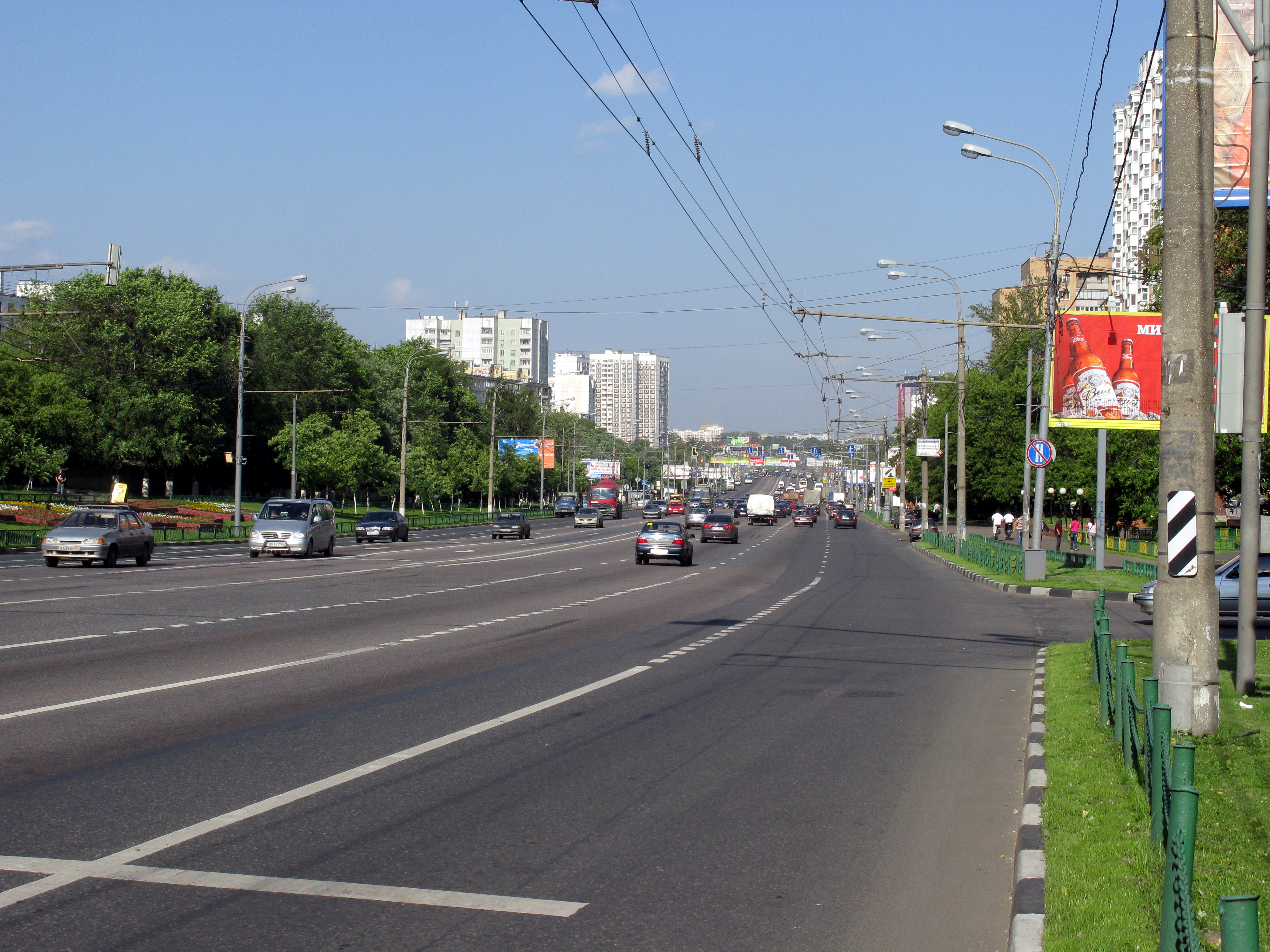
Пересечение с 13-й Парковой улицей
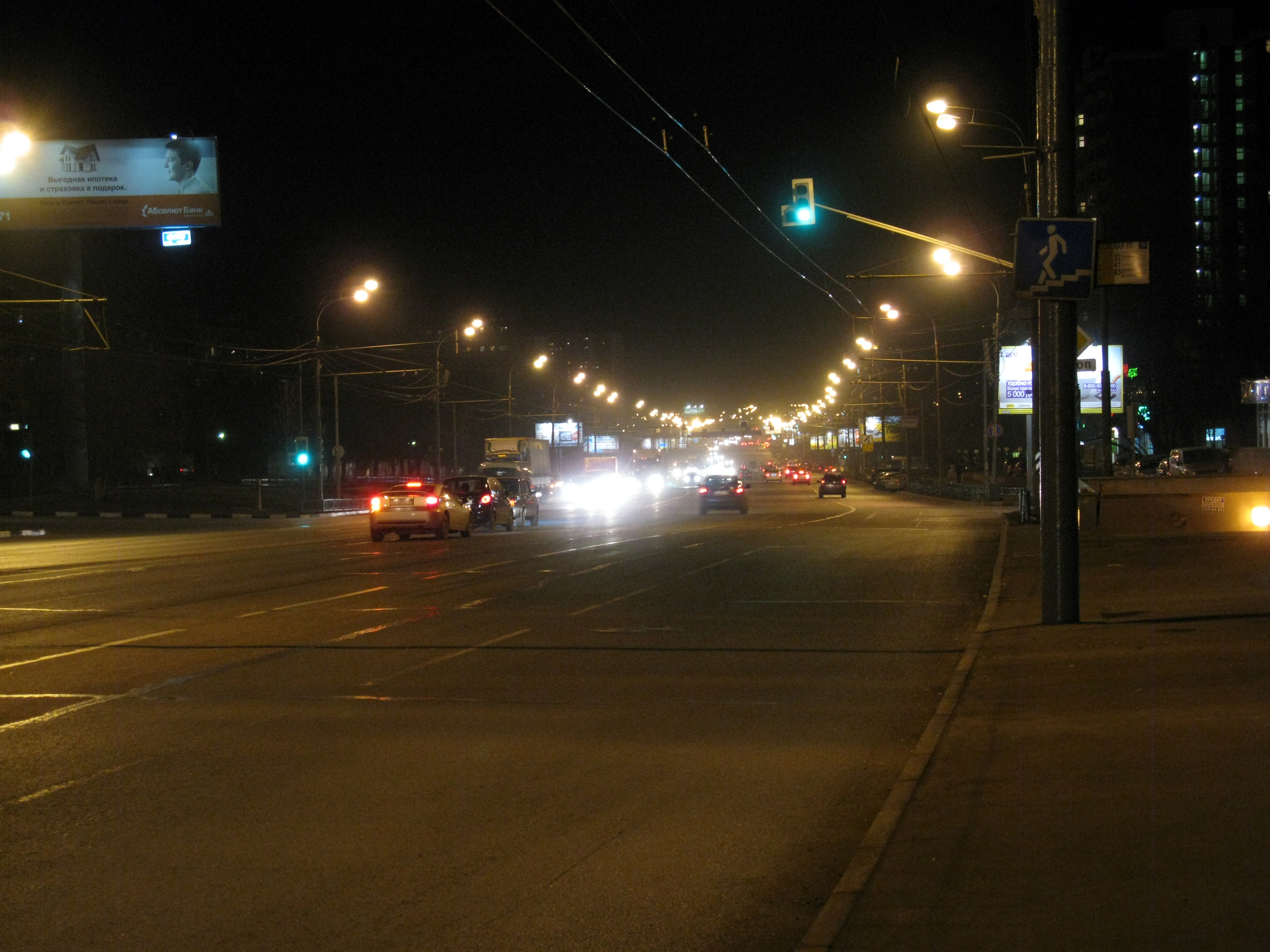
Шоссе вечером

## История
Шоссе построено в конце XIX — начале XX века. Массовая застройка вдоль шоссе в черте Москвы началась со второй половины 1950-х годов.
В сентябре 2012 года была начата масштабная реконструкция Щёлковского шоссе, проводимая генеральным подрядчиком ОАО «Корпорация Трансстрой». 15 февраля 2014 года Марат Хуснуллин объявил, что реконструкция ведётся с задержкой, но должна закончиться к сентябрю 2014 года. Однако процесс реконструкции превратился в долгострой: в конце 2014 года её планировали завершить в мае 2015 года, но в итоге сроки были в очередной раз сорваны и перенесены на 2016 год. Но фактически реконструкция магистрали завершилась только в июле 2017 года, а прилегающей к нему территории — в сентябре. В рамках проекта шоссе расширено, появились дополнительные полосы и боковые съезды, а также построено пять новых подземных пешеходных переходов.

## Здания и сооружения

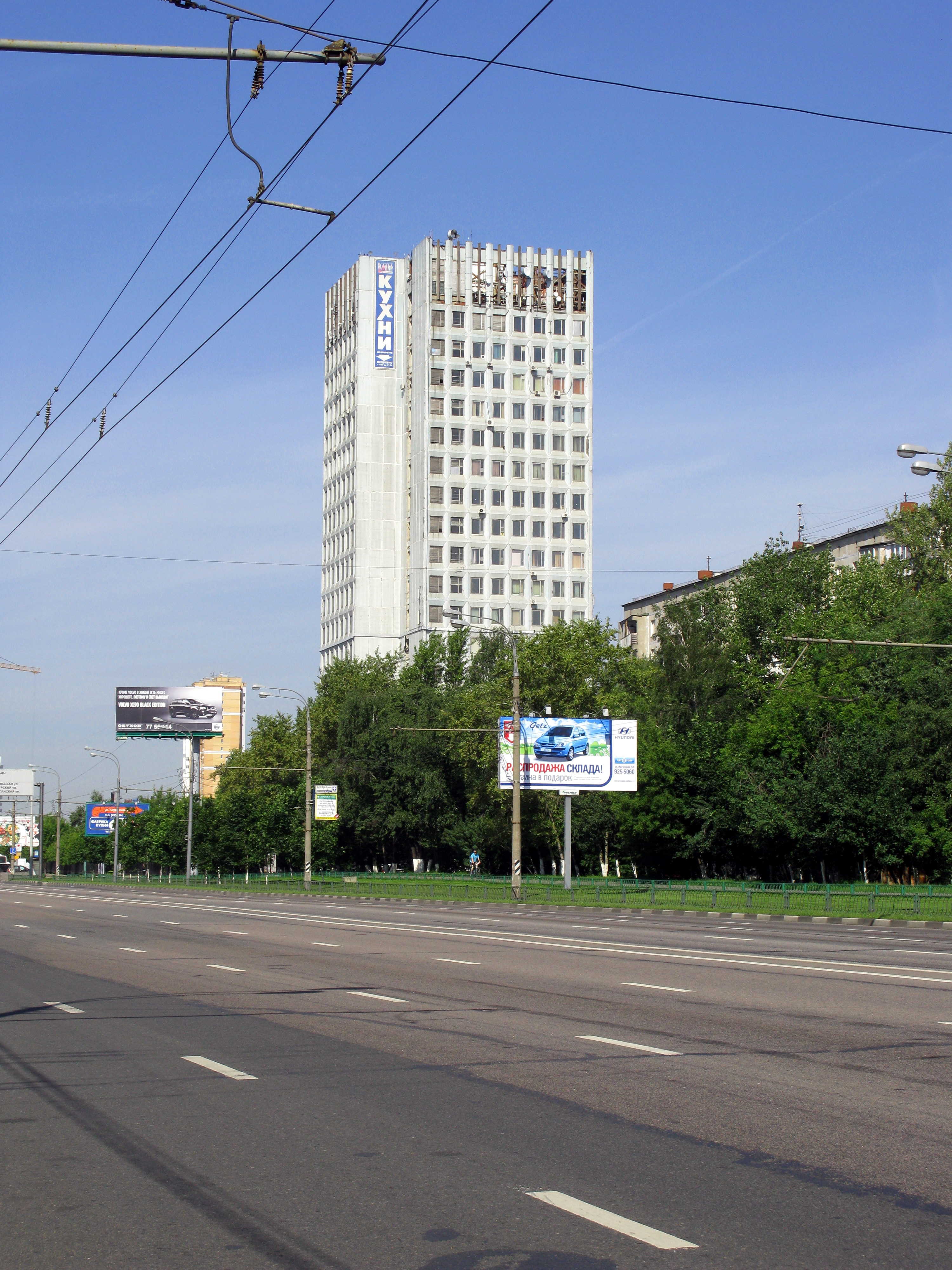
ЦНИИ «Циклон»

### По нечётной стороне
- № 5 — НПО «Сокол»
- № 17 — жилой дом. Здесь жил артист эстрады Ю. С. Филимонов[10].
- № 23 — экспериментальный оптико-механический завод № 106 Министерства обороны РФ
- № 29 — школа № 917
- № 75 — Центральный автовокзал
- № 77 — Центральный научно-исследовательский институт «Циклон»
- № 77а — школа № 1352 с углубленным изучением английского языка.
- № 79а — школа № 1352 (здание 2 — бывшая школа № 375).
- № 91 — детский сад № 1402

### По чётной стороне
- № 2а — офисный центр ОАО НИИ «Дельта» (архитекторы И. Гохарь-Хармандарян, Ю. Никифоров, Л. Масолкина)[11].
- № 14а — детский сад № 2386
- № 26а — школа № 2033
- № 34, стр. 1 — Сбербанк России, дополнительный офис № 9038/0807
- № 52 — Библиотечный колледж № 58
- № 58а — школа № 347
- № 82б — школа № 357
- № 100 — торговый центр «Щёлково» (бывший завод «Хроматрон»)
- № 102А — строительный рынок «Пехорка»

## Транспорт
На пересечении с 9-й Парковой и Уральской улицами располагается станция метро «Щёлковская», у которой находится Московский автовокзал.
По шоссе проходят городские автобусные маршруты 34, 52, 68, 97, 133, 171, 223, 230, 257, 449, 627, 627к, 716, 735, 760, 974, т32, т41, т83 и пригородные 300, 320, 321, 335, 338, 349, 360, 361, 362, 371, 378, 378к, 380, 384, 395, 396, 429, 447, 485, 506.
14 июля 2011 года на участке Щёлковского шоссе длиной 6,5 км от Хабаровской до Халтуринской улиц в обе стороны открыта выделенная полоса для общественного транспорта.

## В произведениях литературы и искусства
Щёлковское шоссе, дом 42, кв. 70 — по этому адресу, согласно Александре Марининой, проживает героиня многих романов писательницы Анастасия Каменская.